# Казимир Бартель
Казимир Бартель (пол. Kazimierz Bartel; 3 березня 1882, Львів, Австро-Угорщина — 26 липня 1941, Львів, Третій Рейх) — польський математик і політик, неодноразовий прем'єр-міністр Польщі.

## Життєпис
Починав учнем слюсаря. У 16 років розпочав навчання в гімназії, склав екстерном іспит на атестат зрілості.
1907 — закінчив Львівську політехніку (інженерне відділення) з відзнакою. Залишився в інституті асистентом з нарисної геометрії.

1911 — доктор філософії, доцент, завідувач кафедри.

1912 — професор геометрії у Львівській політехнічній школі.

1918 — під час польсько-української війни був у складі команди польського панцерного потягу, який брав участь у боях за залізничний вокзал у Львові.

1919 — командувач польських залізничних військ під час боїв з УГА за Львів.

1919—1925 — міністр залізниць Польщі.

### На посаді прем'єр-міністра
15 травня 1926 призначений на посаду прем'єр-міністра. Заявив, що залишатиметься главою уряду лише до виборів нового президента. 16 травня 1926 прем'єр Бартель виступив із заявою, в якій сформулював основні положення своєї політики. Він сказав, що кабінет прийшов до влади, відповідно до закону, без шкоди для конституційного порядку. Також закликав до збереження миру, до працьовитості й відданості Батьківщині. Водночас обіцяв зняти з посад людей некомпетентних і корумпованих. Як на свій моральний авторитет вказав на особу Юзефа Пілсудського, який мав давати прем'єр-міністру керівні вказівки щодо політичної лінії.
Саме Бартель запропонував Пілсудському кандидатуру Ігнація Мосцицького (також професора Львівської політехніки), на пост глави держави. Уряд Бартеля був дуже активним, збираючись що два дні, а іноді щодня.
8 червня 1926 — через три дні після пропозиції щодо Мосцицького було сформовано другий уряд Бартеля. Того ж дня Пілсудський скерував голові кабінету листа з умовами, за яких він прийме рішення про повернення в уряд. Він запропонував відновити декрет про організацію вищих військових властей від 7 січня 1921 року (який давав можливість управління військовим відомствам без контролю з боку уряду і сейму). 9 червня 1926 уряд відновив декрет на своєму першому засіданні, водночас ухваливши резолюцію про розширення повноважень президента.
Прем'єр Бартель намагався поліпшити становище польських євреїв. Його уряди розробили зміни до законодавства, спрямовані на усунення обмежень, створених для євреїв за російської царської влади. Кабінет Бартеля оголосив, що він проти Numerus Clausus, а 1927 року прем'єр-міністр домігся прийняття закону про офіційне визнання єврейської громади. Крім того, він подбав про відхилення законів, які мали характер економічних санкцій щодо євреїв (наприклад, про закриття крамниць у неділю).
2 серпня 1926 парламент прийняв поправку до конституції, що істотно посилювала роль президента — його розпорядження набували сили закону, і він міг розпустити обидві палати парламенту на прохання уряду. 20 вересня 1926 християнські демократи оголосили вотум недовіри щодо двох міністрів в уряді Бартеля. Вони були звинувачені в проведенні політичних репресій в державній адміністрації. Бартель поїхав до Пілсудського, щоби дізнатися, що робити далі. І коли пропозицію про вотум недовіри ухвалив Сейм, Бартель пішов у відставку, але Пілсудський рекомендував президентові призначити кабінет у тому ж складі. Проте черговий уряд Бартеля протримався лише 4 дні.
У кабінеті Пілсудського Бартель був заступником прем'єр-міністра та міністром віросповідань і народної освіти. Пілсудський не звертав надто багато уваги на поточну роботу свого уряду, приділяючи особливу увагу військовій і зовнішній політиці. Переважно його заміняв  Казимир Бартель, який також виконував роль посередника між Пілсудським і маршалом Сейму.
Після виборів у березні 1928 року Пілсудський вирішив висунути Казимира Бартеля на посаду маршала Сейму, але Сейм обрав головою Ігнація Дашинського з ППС. 

## Четвертий уряд Бартеля
З початком роботи нового парламенту прем'єр-міністр Юзеф Пілсудський подав у відставку, водночас вирішивши, що на його місці буде Казимир Бартель. Ця зміна була лише формальною — Бартель і так керував поточною роботи Ради Міністрів, навіть не обіймаючи офіційно відповідну посаду.
13 квітня 1929 уряд Бартеля пішов у відставку. Його замінив уряд Казимира Світальського, але вже у листопаді парламент усунув кабінет Світальського. Його наступником знову був Казимир Бартель.

## П'ятий уряд Бартеля
29 грудня 1929 року Казимир Бартель став  прем'єр-міністром вп'яте. Приймав цю посаду з великими сумнівами, в основному через поганий стан здоров'я (хворі нирки). Він також втомився від суперечок з сеймом. 10 січня з'явився на засіданні палати, заявив про свою готовність співпрацювати з парламентом, сказавши: « Я прийшов з доброю волею». В лютому 1930 року уряд Бартеля вніс на розгляд парламенту чотири законопроєкти в справі «військового осадництва» на «кресах», якими передбачалося, зокрема, створити новий фонд земель на потреби колонізації та ускладнити процедуру усунення тих осадників, котрі не обробляють своїх наділів. Проєкти викликали серед українців обурення й острах, що військова колонізація Галичини й Волині, розпочата на початку 20-х років, а згодом фактично згорнута через фінансовий колапс Речі Посполитої, набере нового розмаху. Спочатку Бартелю вдалося налагодити співпрацю з Сеймом, що дозволило прийняти бюджет. Але згодом відносини уряду з парламентом знову погіршились. 12 березня Бартель виступив у Сенаті з промовою, в який стверджував, що Сейм  не в змозі виконати завдання, які життя сучасної держави покладає на нього. Бартель також сказав тоді, що депутат парламенту з людини, яка живе з своєї праці, часто перетворюється на людину, яка живе з посади, що тягне за собою далекі політичні наслідки.
15 березня 1930 пішов у відставку, яку прийняв президент. Незабаром після цього він також повноваження депутата парламенту.

## На політичній пенсії
Ставши «політичним пенсіонером», повернувся на роботу до Львівської політехніки. Того ж року був обраний її ректором. Отримав звання доктора Honoris Causa, був обраний членом Польської академії наук.
1930—1932 — був президентом Польського математичного товариства. За цей час опублікував свої найважливіші праці, зокрема лекції про перспективу у європейському малярстві. Це було перше таке видання у світі.
1937 — призначений президентом-сенатором і виконував ці функції до початку Другої світової війни.
У вересні 1939 року під час оборони Львова від німецьких військ очолював громадянський комітет.
Після окупації Львова Радянським Союзом йому дозволили продовжити викладання в політехнічному інституті. У 1940 році він з кількома іншими політиками та професорами побував у Москві, де йому, за деякими чутками, запропонували в майбутньому очолити польський уряд. Однак за наявними свідченнями важко стверджувати, що йому справді виснули якусь політичну пропозицію. Фактом є лише підписаний видавничий договір на підготовку підручника з геометрії.
Ян Вайнштейн в одному з «Історичних Зошитів» (Париж) опублікував зміст листа, спрямованого до МЗС Третього Райху, в якому Мюллер (заступник начальника поліції безпеки та служби безпеки Райнгарда Гайдріха) повідомляв, що Бартель на початку 1941 року мав переговори з радянськими керівниками про створення польського уряду, який разом з Радянським Союзом мав оголосити війну Райху. Проте Марія Бартель, вдова екс-прем'єр-міністра, стверджувала, що її чоловік обговорював з росіянами виключно видання своєї книги «Перспектива у живопису» російською мовою.
Прем'єр-міністр польського уряду у вигнанні генерал Владислав Сікорський хотів співпрацювати з Казимиром Бартелем. Він мав намір призначити його послом у СРСР, позитивно оцінюючи позицію Бартеля в 1939—1941 роках. Сікорський вважав його одним із небагатьох людей з колишніх санаційних кіл, з ким можна було співпрацювати. Проте він не зміг знайти Бартеля в СРСР, і послом призначили Станіслава Кота.  

## Німецька окупація
Після німецької окупації Львова 30 червня 1941 року Бартель був заарештований 2 липня і доставлений спочатку  у в'язницю гестапо на вул. Пелчинську. Там, як згадує Антоній Стефанович, що знаходився поруч, ставлення до Бартеля було досить добре. Зокрема колишній прем'єр-міністр міг отримувати і відсилати листи своїй дружині і одержувати обіди з дому. Тоді Бартеля не викликали на допити і не висували жодних звинувачень проти нього. Але 21 липня його перевели до тюрми на Лонцького, де почали ставитися до нього дуже жорстоко.
Називали його прислужником жидо-комуни, а один раз, як свідчить Стефанович, гестапівець наказав Бартелю чистити чоботи українцеві з гільфсгестапо, «щоби польський професор і міністр чистив чоботи українському конюхові». Бартель був психічно надломлений і не міг зрозуміти, в чому суть всієї трагедії.
Гітлерівці запропонували йому створити маріонетковий уряд окупованої Польщі. Бартель відмовився і, за особистою вказівкою Гіммлера, був розстріляний на світанку 26 липня 1941 року. Найімовірніше, його розстріляли на Янівських Пісках або на Вулецьких горбах.
Як випливає з одного свідчення, у ніч проти 8 жовтня 1943 року зондеркоманда з євреїв за німецьким розпорядженням розкопала тіла убитих польських професорів у колективній могилі. У суботу 9 жовтня 1943 року, як описують очевидці, тіла склали у штабель. Люди знайшли в одязі документи і виявили, що серед убитих були професори Бартель і Тадеуш Островський. Складені в штабель тіла спалили. У наступні дні зондеркомандою попіл був просіяний і розсіяний по навколишніх полях.

## Пам'ять
У 1966 році у 25-ту річницю розстрілу львівських професорів, у краківському костелі Франциска Ассізького відкрита меморіальна таблиця з іменами жертв нацизму. Поруч з нею також окремий напис на честь Казимира Бартеля.